# Sawit Mohylew
Sawit Mohylew (biał. Футбольны Клуб «Савіт» Магілёў) – białoruski klub piłkarski, mający siedzibę w mieście Mohylew, na wschodzie kraju.

## Historia
Chronologia nazw:
- 2005: Sawit Mohylew (biał. ФК «Савіт» Магілёў)
- 2009: klub rozwiązano

Klub piłkarski Sawit został założony w Mohylewie w 2005 roku na bazie klubu Tarpieda-Kadzina Mohylew, który został rozwiązany. W 2006 zespół startował w drugiej lidze mistrzostw Białorusi, gdzie zajął drugie miejsce i awansował do pierwszej ligi. W 2007 roku wygrał pierwszą ligę i zadebiutował w najwyższej lidze w 2008 roku. Po zajęciu 15.miejsca klub zakończył rozgrywki w strefie spadkowej i ostatecznie został rozwiązany przed rozpoczęciem kolejnego sezonu.

## Sukcesy

### Trofea krajowe
| \| \| Zdobyte trofea w rozgrywkach Białorusi (stan na: 31-12-2017) \| |                                                              |      |                           |
| Rozgrywki                                                             | Osiągnięcie                                                  | Razy | Sezon(y)                  |
| Mistrzostwo                                                           | I miejsce                                                    | 0    |                           |
| Mistrzostwo                                                           | II miejsce                                                   | 0    |                           |
| Mistrzostwo                                                           | III miejsce                                                  | 0    |                           |
| Mistrzostwo                                                           | 15.miejsce                                                   | 1    | 2008                      |
| Puchar                                                                | zdobywca                                                     | 0    |                           |
| Puchar                                                                | finalista                                                    | 0    |                           |
| Puchar                                                                | 1/32 finału                                                  | 3    | 2006/07, 2007/08, 2008/09 |
| II liga                                                               | I miejsce                                                    | 1    | 2007                      |
| II liga                                                               | II miejsce                                                   | 0    |                           |
| II liga                                                               | III miejsce                                                  | 0    |                           |
| Białoruś                                                              | Zdobyte trofea w rozgrywkach Białorusi (stan na: 31-12-2017) |      |                           |

- Druhaja liha (III liga):
  - wicemistrz (1x): 2006